# Lądowisko Brzeg-Szpital
Lądowisko Brzeg-Szpital – lądowisko sanitarne w Brzegu, w województwie opolskim, położone przy ul. Mossora 1. Przeznaczone jest do wykonywania startów i lądowań śmigłowców sanitarnych i ratowniczych o dopuszczalnej masie startowej do 5700 kg w dzień i w nocy.
W roku 2013 zostało wpisane do ewidencji lądowisk Urzędu Lotnictwa Cywilnego pod poz. 204 (nr ewidencyjny 231).
Zarządzającym lądowiskiem jest Brzeskie Centrum Medyczne w Brzegu.

## Dane lądowiska
- Brzeg – Brzeskie Centrum Medyczne (dzienne), boisko Komendy Powiatowej Państwowej Straży Pożarnej w Brzegu (całodobowe)
- Lokalizacja (WGS–84):	
  - 50° 51' 26.5" N
  - 17° 28' 40,4'' E
- Przeznaczenie heliportu – dla śmigłowców sanitarnych
- Wzniesienie lotniska: 139,9 m / 459 ft n.p.m.
- Stopień trudności – IIb
- Główny kierunek podejścia 285°/105° (światła podejścia)
- Główny kierunek startu 105°/285°
- Wymiary:
  - Pole wzlotów FATO 25 × 95 m
  - Strefa przyziemienia oraz wzlotu śmigłowca TLOF 10 × 10 m
- Rodzaj nawierzchni trawa
- Łączność radiotelefoniczna: 169,000 MHz (kanał 39); 149,900 MHz (kanał U02)

Źródło